# Courchamps
|  | Per a altres significats, vegeu «Courchamps (Aisne)». |

Courchamps és un municipi francès al departament de Maine i Loira i a la regió de País del Loira. L'any 2007 tenia 445 habitants.

## Demografia

### Població
El 2007 la població de fet de Courchamps era de 445 persones. Hi havia 176 famílies de les quals 44 eren unipersonals (20 homes vivint sols i 24 dones vivint soles), 60 parelles sense fills i 72 parelles amb fills.
La població ha evolucionat segons el següent gràfic:

### Habitatges
El 2007 hi havia 203 habitatges, 178 eren l'habitatge principal de la família, 19 eren segones residències i 6 estaven desocupats. 197 eren cases i 5 eren apartaments. Dels 178 habitatges principals, 140 estaven ocupats pels seus propietaris, 32 estaven llogats i ocupats pels llogaters i 6 estaven cedits a títol gratuït; 1 tenia una cambra, 14 en tenien dues, 13 en tenien tres, 48 en tenien quatre i 103 en tenien cinc o més. 131 habitatges disposaven pel capbaix d'una plaça de pàrquing. A 55 habitatges hi havia un automòbil i a 107 n'hi havia dos o més.

### Piràmide de població
La piràmide de població per edats i sexe el 2009 era:
| Homes | Edats   | Dones |
| ----- | ------- | ----- |
| 0     | 95 o +  | 0     |
| 0     | 90 a 94 | 0     |
| 4     | 85 a 89 | 4     |
| 4     | 80 a 84 | 16    |
| 4     | 75 a 79 | 8     |
| 4     | 70 a 74 | 12    |
| 8     | 65 a 69 | 8     |
| 8     | 60 a 64 | 0     |
| 8     | 55 a 59 | 8     |
| 8     | 50 a 54 | 20    |
| 12    | 45 a 49 | 4     |
| 8     | 40 a 44 | 20    |
| 24    | 35 a 39 | 8     |
| 16    | 30 a 34 | 20    |
| 16    | 25 a 29 | 16    |
| 8     | 20 a 24 | 12    |
| 28    | 15 a 19 | 8     |
| 4     | 10 a 14 | 28    |
| 24    | 5 a 9   | 4     |
| 12    | 0 a 4   | 16    |

## Economia
El 2007 la població en edat de treballar era de 296 persones, 229 eren actives i 67 eren inactives. De les 229 persones actives 209 estaven ocupades (114 homes i 95 dones) i 20 estaven aturades (7 homes i 13 dones). De les 67 persones inactives 29 estaven jubilades, 22 estaven estudiant i 16 estaven classificades com a «altres inactius».

### Ingressos
El 2009 a Courchamps hi havia 183 unitats fiscals que integraven 463 persones, la mediana anual d'ingressos fiscals per persona era de 16.666 €.

### Activitats econòmiques
Dels 10 establiments que hi havia el 2007, 1 era d'una empresa alimentària, 1 d'una empresa de fabricació d'altres productes industrials, 2 d'empreses de construcció, 2 d'empreses de comerç i reparació d'automòbils i 4 d'empreses de serveis.
Dels 2 establiments de servei als particulars que hi havia el 2009, 1 era un guixaire pintor i 1 fusteria.
L'únic establiment comercial que hi havia el 2009 era una fleca.
L'any 2000 a Courchamps hi havia 16 explotacions agrícoles que ocupaven un total de 376 hectàrees.

## Equipaments sanitaris i escolars
El 2009 hi havia una escola elemental integrada dins d'un grup escolar amb les comunes properes formant una escola dispersa.

## Poblacions properes
El següent diagrama mostra les poblacions més properes.